# 星川保松
星川 保松（ほしかわ やすまつ、1930年（昭和5年）8月20日 - ）は、日本の政治家。尾花沢市議会議員、山形県議会議員、尾花沢市長を歴任。その後参議院議員を1期務め、民主改革連合常任幹事（代表）として細川内閣の連立に参加し、日本社会党に移籍。落選後は、民主党山形県連代表代行、同顧問などを歴任。勲三等旭日中綬章。

## 経歴
- 1930年8月20日、山形県尾花沢市の農家の次男に生まれる。
- 1945年、海軍防府通信学校に入隊。
- 1951年、山形県立山形東高等学校卒業。
- 1956年、早稲田大学法学部卒業、故郷に帰り農民運動に参加。尾花沢市連合青年団副団長。
- 1957年、尾花沢市農業委員会委員。
- 1958年、尾花沢市職員になり市職員組合結成参画。
- 1959年、司法書士試験合格。
- 1963年、尾花沢市議会議員に当選（1期）。
- 1971年、山形県議会議員に当選（2期）。
- 1978年、尾花沢市長に当選（2期）。
- 1989年、第15回参議院議員通常選挙に連合の会から出馬。長年、自民指定席と呼ばれた山形県選挙区で当選。1期務める。任期中は、連合参議院事務総長、同代表、民主改革連合常任幹事として細川内閣の連立に参加。
- 1995年、第17回参議院議員通常選挙に日本社会党から出馬し、落選。

## 著作
- 『雪の中にも花咲く里を‐市長随想』「雪の中にも花咲く里を」刊行委員会、1981年。
- 『市長随想 : 雪の中にも花咲く里を 続 』「雪の中にも花咲く里を」刊行委員会、1986年。
- 『地方からの「国づくり」‐ 中央主導からの転換を』星川保松、1994年。

## 栄典
- 2000年 - 勲三等旭日中綬章受章[2]
- 2025年1月7日 - 尾花沢市名誉市民